# جيف برادفورد
جيف برادفورد (بالإنجليزية: Geoff Bradford)‏ (18 يوليو 1927 ببرستل في المملكة المتحدة - 30 ديسمبر 1994 ببرستل في المملكة المتحدة) هو لاعب كرة قدم بريطاني في مركز الهجوم. شارك مع منتخب إنجلترا لكرة القدم. أما مع النوادي، فقد لعب مع نادي بريستول روفيرز.

## وصلات خارجية
- جيف برادفورد على موقع قاعدة بيانات كرة القدم.إي يو (الإنجليزية)
- جيف برادفورد على موقع ناشيونال فوتبول تيمز (الإنجليزية)